# Вадим Василевський
Вадим Василевський (латис. Vadims Vasiļevskis; *5 січня 1982, Рига) — латвійський метальник списа, срібний призер літніх Олімпійських ігор 2004 в Афінах, переможець Універсіади 2007 в Бангкоку. Свій кращий результат — 90,73 метра — показав 22 липня 2007 в Таллінні (цей результат є 10-м за всю історію змагань в метанні списа).

## Кар'єра
Василевський дебютував в міжнародних змаганнях у 2000 на молодіжному чемпіонаті світу в Сантьяго, де він не дійшов до фінальних змагань.
Справжня популярність прийшла до нього після Олімпійських ігор в Афінах у 2004, на яких він, показавши результат 84 метрів 95 сантиметрів, сенсаційно завоював олімпійське срібло, програвши тільки норвежцю Андреасу Торкільдсену і випередив Сергія Макарова, який завоював бронзу. Після невдалого виступу на Чемпіонаті світу в Гельсінкі в 2005, де він не зміг кваліфікуватися у фінальний раунд, і четвертого місця на Чемпіонаті Європи в Гетеборзі в 2006, він переміг на літній Універсіаді в Бангкоку в 2007.
У 2008 Василевський був прапороносцем Латвії на церемонії відкриття літніх Олімпійських ігор в Пекіні. На самих Іграх Василевський знову виступив невдало, показавши в фіналі лише дев'ятий результат (81,32 м).